# Scamandra hecuba
Scamandra hecuba är en insektsart som beskrevs av Stsl 1863. Scamandra hecuba ingår i släktet Scamandra och familjen lyktstritar. Inga underarter finns listade i Catalogue of Life.